# New Zealand Rugby League
La New Zealand Rugby League (NZRL), ou fédération néo-zélandaise de rugby à XIII, est l'instance gérant le rugby à XIII en Nouvelle-Zélande. 

## Histoire
La NZRL a été créée le 25 avril 1910 pour préparer la tournée de l'équipe nationale prévue cette année-là dans les îles britanniques. 
La NZRL est responsable de l'équipe de Nouvelle-Zélande de rugby à XIII, surnommée les « Kiwis », l'équipe qui représente la Nouvelle-Zélande dans les principales compétitions internationales de rugby à XIII. Elle est considérée comme l'une des meilleures sélections nationales au monde. En  2015, elle est première au classement des équipes nationales de rugby à XIII.
Malgré la concurrence du rugby à XV, la Nouvelle-Zélande a compté dans ses rangs quelques-uns des joueurs qui ont marqué l'histoire de ce sport sur le plan mondial. Elle dispute régulièrement des test-matchs lors de tournées en Europe ainsi que les Four Nations et la Coupe du monde.
Pour la première fois de son histoire, en novembre 2008, elle remporte la Coupe du monde après avoir perdu à deux reprises en finale en 1988 et 2000 contre l'Australie. Elle s'est également imposée aux Four-Nations en 2014, prenant ainsi le premier rang mondial devant l'Australie. 
Malgré une bonne popularité à Auckland par l'intermédiaire de son équipe évoluant en National Rugby League, le rugby à XIII voit son nombre de pratiquants chuter. En effet, dans les années 1990, la NZRL compte 40 000 licenciés, alors qu'en 2015, elle n'en compte plus qu'environ 25 000. De même, à la suite d'une mauvaise gestion des dirigeants, la fédération connait un déficit de l'ordre de deux millions de dollars contracté en 2006 et 2007. Pour remédier à cette situation devenant inquiétante, un audit réalisé par un organisme indépendant, le SPARC, est entrepris, donnant ses conclusions dans un rapport en 2009. Depuis, des changements, notamment au niveau de la direction de la fédération sont effectués. Depuis 2013, l'ancien joueur Howie Tamati est le nouveau président de la fédération.

## Membres
- Auckland Rugby League
- Bay of Plenty Rugby League
- Canterbury Rugby League
- Coastline Rugby League
- Gisborne Tairawhiti Rugby League
- Manawatu Rugby League
- Northland Rugby League
- Otago Rugby League
- Southland Rugby League
- Rugby League Hawke's Bay
- Taranaki Rugby League
- Tasman Rugby League
- Waikato Rugby League
- Wellington Rugby League
- West Coast Rugby League

## Membres affiliés
- Kiwis Association
- Masters of Rugby League
- Defence Forces
- Māori Rugby League
- Universities and Tertiary Students
- Women's Rugby League